# Cinnamon
Cinnamon是类Unix系統下的一個桌面环境。最初是GNOME Shell的一個衍生版本，由Linux Mint開發，提供了相似于GNOME 2，易於使用的传统用户界面，从Cinnamon 2.0开始，成为独立的桌面环境。

## 歷史
Linux Mint開發團隊一開始並不確定GNOME 3發行後Linux Mint的未來走向。GNOME 3的新使用者介面，GNOME Shell，並不符合Linux Mint的設計風格。Linux Mint 11“Katya”（2011年5月26日釋出）是最後一個使用GNOME 2的版本，此時，Linux Mint團隊認為，一個比GNOME Shell更好的解決方案是必須的，因為GNOME Panel已經不再開發了。因此，Linux Mint決定修改GNOME Shell以使其符合Linux Mint的設計風格，而最終結果是“Mint GNOME Shell Extensions”（MGSE）。與此同時，MATE桌面環境也從GNOME 2衍生出來。Linux Mint開發團隊便決定與MATE團隊合作，並在Linux Mint 12 「Lisa」中提供基於GNOME 2的MATE，以及基於GNOME 3的MGSE給用戶作選擇。
然而，MGSE不如原先的預期。因為GNOME Shell比起GNOME 2變動過大，MGSE看起來並不能成為一個長遠的目標。針對這個問題，Linux Mint團隊便從GNOME Shell衍生出Cinnamon專案，讓Linux Mint的開發者能更好的控制未來版本的GNOME介面。此專案於2012年1月2日在Linux Mint部落格上對外公開。
Cinnamon 1.2开始使用Muffin，一個GNOME 3的窗口管理器Mutter的衍生版本，作為其預設窗口管理器。
Cinnamon 1.6於2012年9月18日發佈，有了一個新的預設的檔案瀏覽器，Nemo，取代Nautilus，但仍可選用Nautilus。
Cinnamon 1.8於2013年5月5日發佈，GNOME控制中心被Cinnamon控制中心取代。Gnome螢幕保護程式被Cinnamon螢幕保護程式取代。並可以從控制中心安裝及升級小工具、擴充元件、桌面小工具、佈景主題，而不需將佈景主題放到themes資料夾裡。Nemo的介面也被調整。
Cinnamon 2.0於2013年10月10日發佈，從此版本開始，Cinnamon不再是GNOME桌面的前端（像是Unity或GNOME Shell），而是一個「完整的桌面環境」。Cinnamon仍然建基於GNOME的技術及使用GTK+函式庫來開發，但不再需要安裝GNOME來使用Cinnamon。此版本最大的更動為改進了邊緣鋪排的能力，以及改進使用者管理，可自訂單一音效，及全螢幕程式效能改進。

## 特性
Cinnamon具備了很多特性，包括：
- 桌面特效，包含了動畫和轉場特效

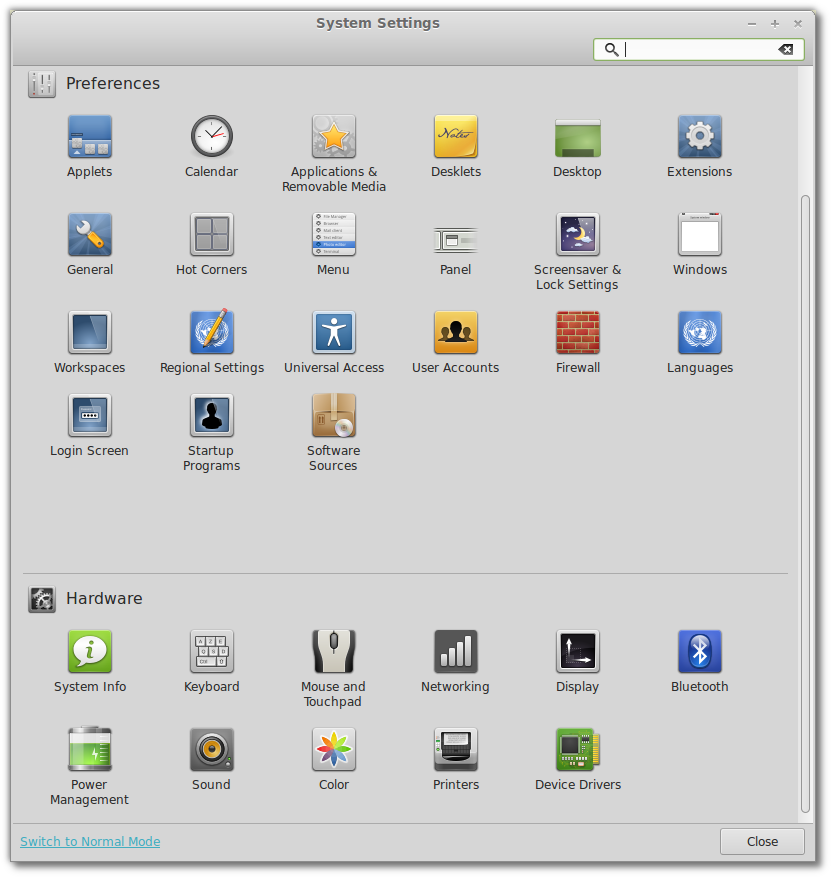
Cinnamon 1.8上的Cinnamon 控制中心

- 一個可移動的工作列（包含主選單、應用程式啟動器、視窗列表以及系統托盤）
- 多樣的擴充元件
- 可放置在工作列上的小工具
- 類似GNOME Shell中的概覽按鈕
- 易於自訂的設定編輯器，可以自訂的部份如下：
  - 工作列
  - 行事曆
  - 主題
  - 桌面特效
  - 小工具
  - 擴充元件

### 圖庫

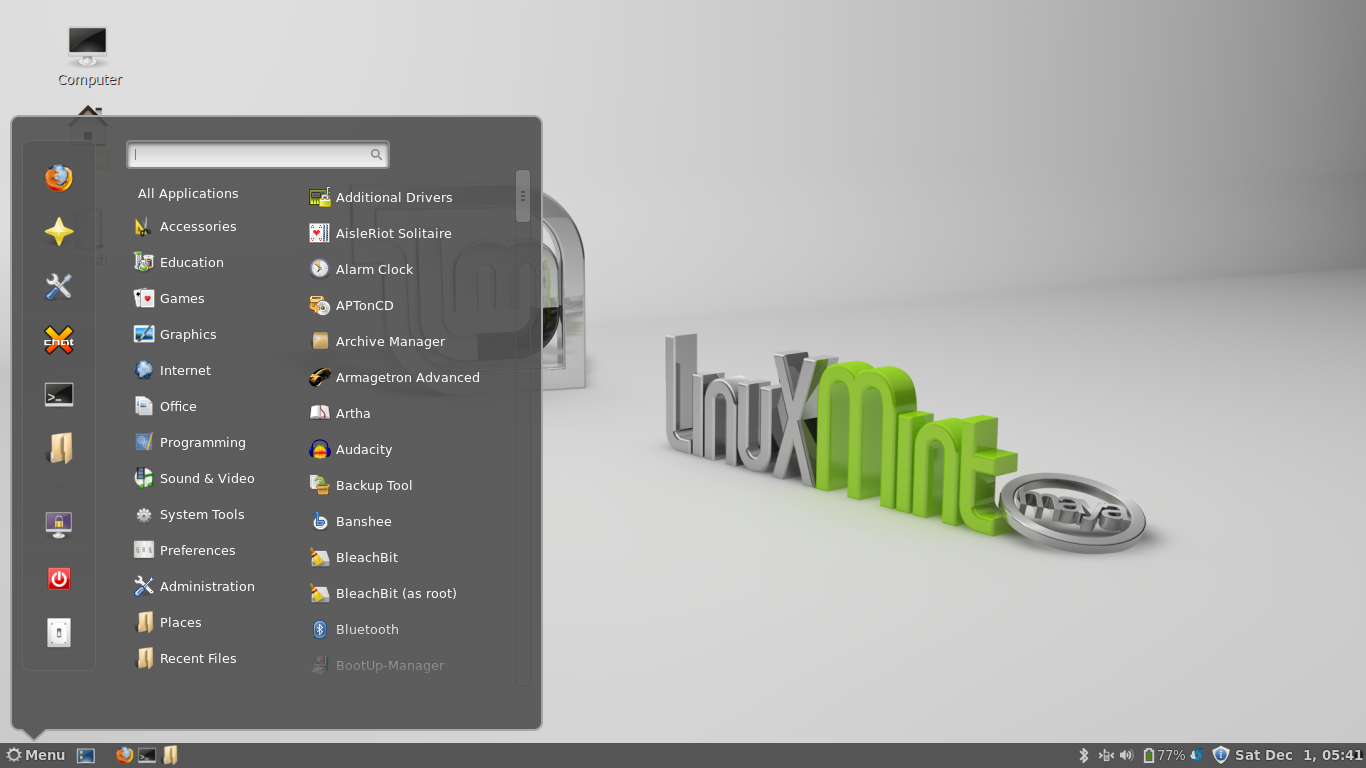
在Linux Mint 13 "Maya"上展示Cinnamon 1.6.7的選單。
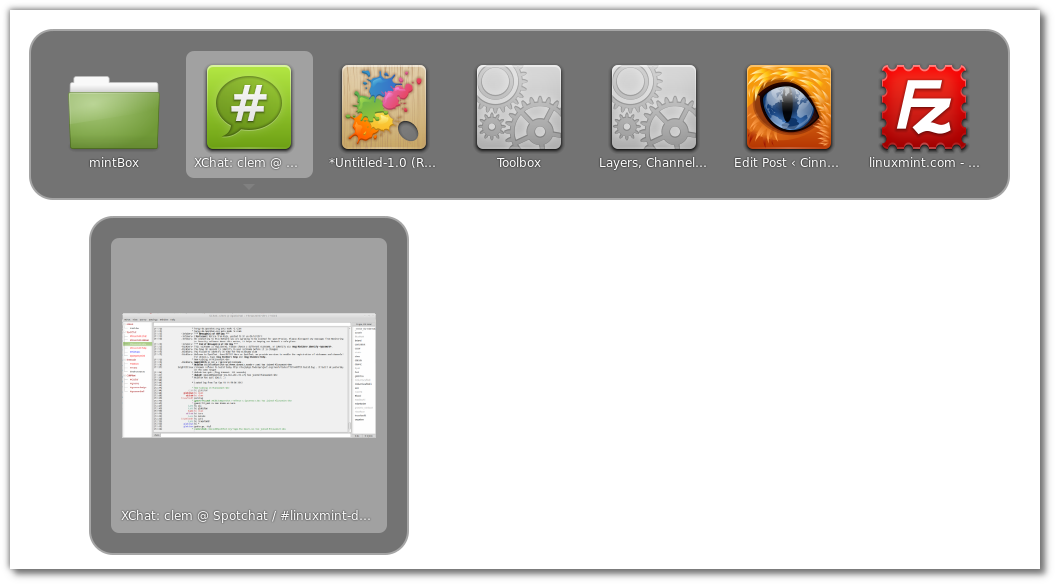
Cinnamon 1.6的視窗縮圖及預覽。
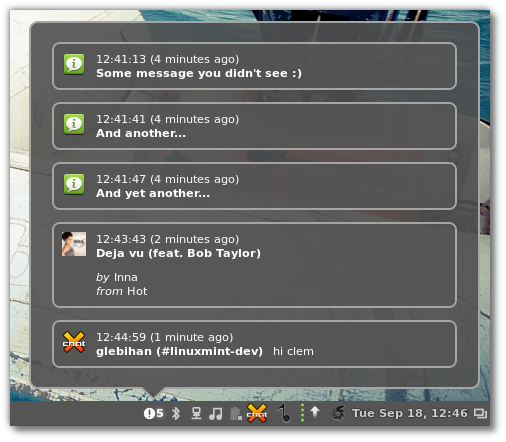
Cinnamon 1.6的通知工具。
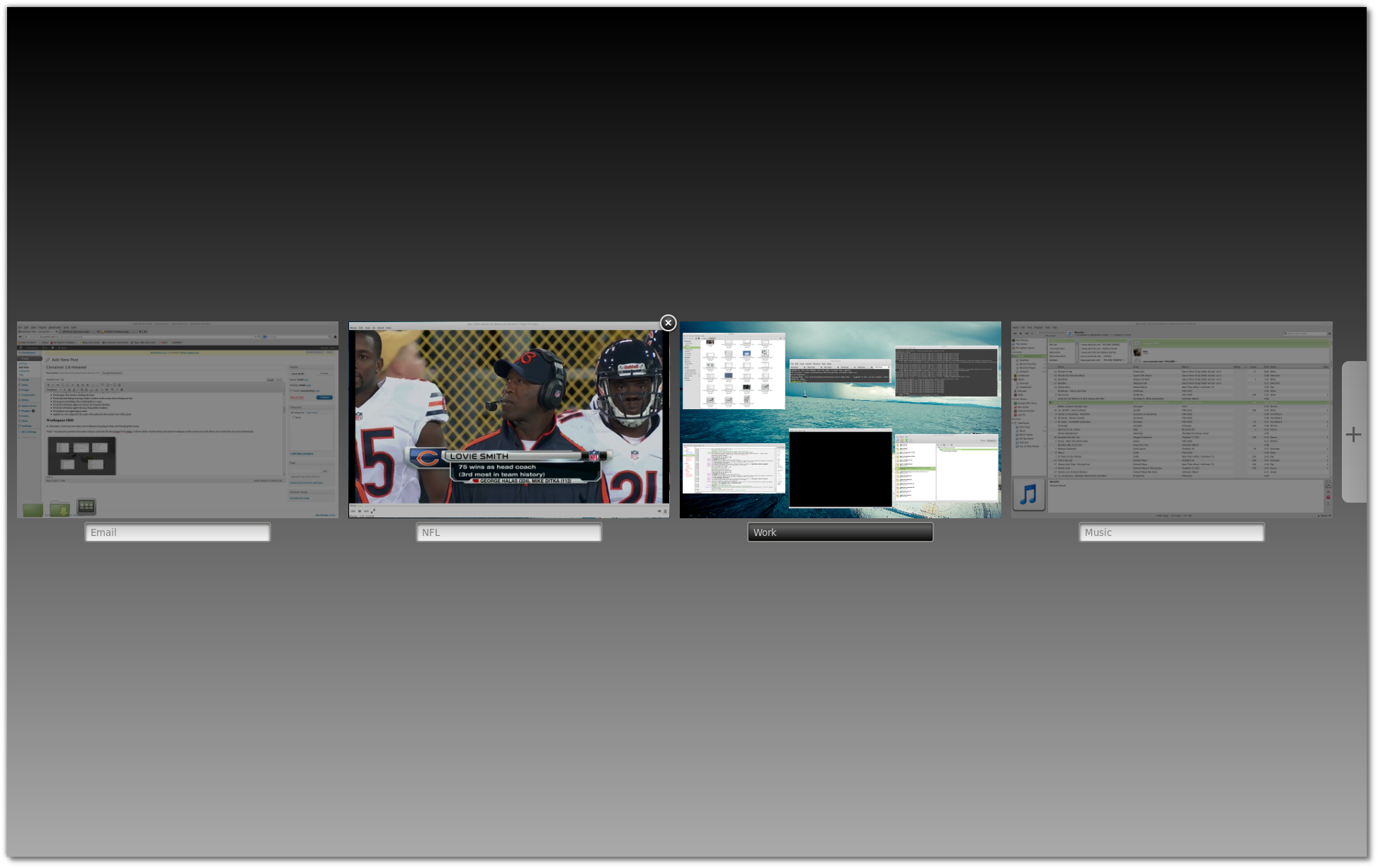
Cinnamon 1.6的工作區提示。
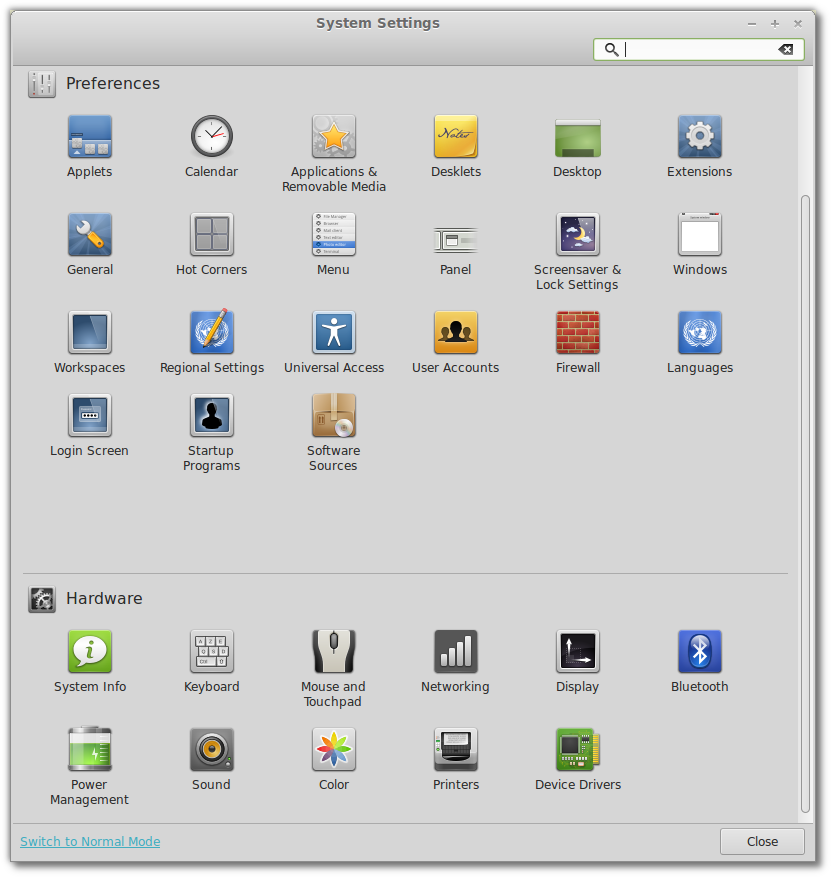
Cinnamon 1.8的Cinnamon控制中心。

### 概覽模式
Cinnamon 1.4加入了新的概覽模式，這兩個模式是“Expo”及“Scale”，可以在Cinnamon設定中自訂。

## 擴充性
Cinnamon可利用佈景主題、小工具及擴充元件進行修改。佈景主題可以自訂Cinnamon的外觀，包含但不限於選單、工作列、行事曆以及對話框。小工具可以是在工作列上的圖標或文字。預設有五個小工具放在工作列上，開發者可以自由的創建小工具。官方提供了一個如何創建小工具的教程。擴充元件可以調整Cinnamon的功能，像是產生一個Dock或是修改視窗切換時的外觀。
開發者可以上傳他們的佈景主題、小工具以及擴充元件到Cinnamon的網頁上，讓使用者下載使用並評分。

## 採用
Cinnamon在Linux Mint 12的套件庫中首次提供，在後續的版本中與另一個桌面環境，MATE做為安裝時可選擇的預設桌面環境之一。在Linux Mint Debian Edition升級包4中也成為一個可選的桌面環境。
除了Linux Mint以外，Cinnamon也提供給Ubuntu 12.04（經由Personal Package Archive）、Fedora 18、openSUSE 12.1、Arch Linux、Gentoo、Pardus linux、Manjaro Linux以及Sabayon 8。並且是Snowlinux的預設桌面環境。
目前，就Debian 8，同样提供Cinnamon的初始安装环境，并在官方源中提供Cinnamon安装。

## 發展
雖然Cinnamon直到2012年1月時仍在早期的發展階段，所收到的反饋普遍來說是相當不錯的。它的支持者認為相較GNOME Shell，Cinnamon更加的有彈性、更強大，並且提供了更多進階的特性。
Ars Technica並在他們對Linux Mint 17的審閱中，描述Cinnamon是「在所有平臺上，最人性化且最全方位可用的桌面。」

## 使用過時函式庫的爭論
Cinnarch，一個基於Arch Linux，使用Cinnamon做為預設桌面環境的發行版，宣布其將以GNOME取代Cinnamon，並在新的版本發行時更名為“Antergos”。Clement Lefebvre在其論壇中表示讓Cinnamon相容於新版的GTK+不是他們的首要任務。

## 外部連結
- 官方网站
- 官方套件庫